# Barra dos Coqueiros
Barra dos Coqueiros est une ville brésilienne du littoral de l'État du Sergipe.

## Géographie
Barra dos Coqueiros se situe par une latitude de 10° 54' 32" sud et par une longitude de 37° 02' 20" ouest, à une altitude de 8 mètres. Elle fait partie de la région métropolitaine d'Aracaju.
Sa population était de 19 218 habitants au recensement de 2007. La municipalité s'étend sur 91 km2.
Elle fait partie de la microrégion d'Aracaju, dans la mésorégion Est du Sergipe.

## Maires
| Période | Période | Identité               | Étiquette | Qualité |
| ------- | ------- | ---------------------- | --------- | ------- |
| 2004    | 2008    | Airton Sampaio Martins | PT        |         |
| 2008    | 2012    | Gilson dos Anjos Silva | DEM       |         |